# Südkoreanische Badmintonmeisterschaft 1969
Die Südkoreanische Badmintonmeisterschaft 1969 fand in Seoul statt. Es war die elfte Austragung der nationalen Titelkämpfe von Südkorea im Badminton.

## Finalergebnisse
| Disziplin    | Sieger                        | Finalist                 | Ergebnis |
| ------------ | ----------------------------- | ------------------------ | -------- |
| Herreneinzel | Kim Eui-gon                   | Han Sung-kwi             | 2-0      |
| Dameneinzel  | Lee Young-soon                | Yoon Im-soon             | 2-1      |
| Herrendoppel | Ro Choung-kwon Kim Bong-sub   | Kim Eui-gon Han Sung-kwi | 2-0      |
| Damendoppel  | Lee Young-soon Kang Young-sin | keine Daten              |          |
| Mixed        | I Song Ki Han Bae Hyo Ryeon   | keine Daten              |          |